# Glycera subaenea
Glycera subaenea är en ringmaskart som beskrevs av Grube 1878. Glycera subaenea ingår i släktet Glycera och familjen Glyceridae. Inga underarter finns listade i Catalogue of Life.